# Lane (Carolina del Sur)
Lane es un pueblo ubicado en el condado de Williamsburg en el estado estadounidense de Carolina del Sur. El pueblo en el año 2000 tiene una población de 585 habitantes en una superficie de 10.3 km², con una densidad poblacional de 56.9 personas por km². 

## Geografía
Lane se encuentra ubicado en las coordenadas 33°31′31″N 79°52′46″O / 33.52528, -79.87944. Según la Oficina del Censo, el pueblo tiene un área total de 10,3 km² (4 mi²), de la cual 10,3 km² (4 mi²) es tierra y 0 km² (0 mi²) (0.0%) es agua.
Lane se encuentra aproximadamente a una hora en coche de Charleston y el Océano Atlántico.

## Demografía
En el 2000 la renta per cápita promedia del hogar era de $19.659, y el ingreso promedio para una familia era de $28.472. El ingreso per cápita para la localidad era de $9.963. En 2000 los hombres tenían un ingreso per cápita de $21.635 contra $15.000 para las mujeres. Alrededor del 33.2% de la población estaba bajo el umbral de pobreza nacional. 

### Localidades adyacentes
El siguiente diagrama muestra a las localidades en un radio de 32 kilómetros (19,9 mi) de Lane.